# 2005 HC4
2005 HC4 es el asteroide con el perihelio más pequeño conocido de cualquier objeto conocido que orbita alrededor del Sol (excepto los cometas que lo rozan). Su extrema excentricidad orbital la lleva a un margen de 0,071 UA del Sol (23% del perihelio de Mercurio) y lo lleva hasta 3,562 UA desde el Sol (mucho más allá de la órbita de Marte). Debido a su perihelio muy pequeño y a su afelio comparativamente grande, 2005 HC4 alcanza la velocidad más rápida de cualquier asteroide conocido ligado al Sistema Solar, con una velocidad de 157 kilómetros por segundo (565.000 km/h; 351.000 mi/h) en el perihelio (sin embargo, hay cometas que alcanzan velocidades mucho mayores).